# تپه دیله پاوه
تپه دیله پاوه در پاوه، ۱۵۰ متری ضلع غربی استخر پاوه واقع شده و این اثر در تاریخ ۱۱ مرداد ۱۳۸۴ با شمارهٔ ثبت ۱۲۴۷۹ به‌عنوان یکی از آثار ملی ایران به ثبت رسیده است.